# Província marítima d'Algesires

Bandera de la província martítima d'Algesires

La província marítima d'Algesires és una de les trenta províncies marítimes que divideixen el litoral espanyol. Es correspon amb la costa de l'estret de Gibraltar. La seua matrícula és AL i comprèn l'àrea des del riu Zahara fins a la punta de la Chullera.
Aquesta província es divideix en dos districtes:
- Tarifa (AL-1) des de la latitud 36º 08’ 3’’ N i longitud 005º 50’ 8’’ W (riu Zahara) a la latitud 36º 03’ 0’’ N. longitud 005º 29’ 7’’ W (ensanada de El Tolmo)

- Algesires (AL-2) (AL-2) des de la latitud 36º 03’ 0’’ N. longitud 005º 29’ 7’’ W (ensanada de El Tolmo) fins a la latitud 36º 18’ 7’’ N i longitud 005º 14’ 8’’ W (punta Chullera).1 A aquest districte pertany el mar territorial de Gibraltar, sota sobirania britànica.[1]